# 赤さんと吸血鬼。
『赤さんと吸血鬼。』（あかさんときゅうけつき）は、ALcotハニカムから2013年11月29日に発売された18禁美少女アドベンチャーゲームである。
『あえて無視するキミとの未来 〜Relay broadcast〜』に続く、宮蔵プロデュースのフルプライスライン「ハニカム新書」の第2作。タイトルに「吸血鬼」とあるが、暗めのバトル物ではなく、明るい雰囲気のドタバタラブコメとなっている。

## ストーリー
（出典：）
西桐悠は季節外れに新宵十神（にいやともり）学園へ転入した学園生。閉鎖が決定している寄宿舎「洛水寮」（おちみずりょう）の最後のメンバーとして、このはや秋月たちと楽しく暮らしていた。ある夜に学園へ忍び込んだ悠は、屋上で金髪美少女と従者のメイドに出会う。数日後に学園へ転入してきたその2人・アクセルとインゴットは悠の同級生となり、洛水寮へ入寮する。さらに数日後の朝、寮の前に何と赤ん坊が置き去りにされており、しかも共にあった手紙によると悠の子だという。全く身に覚えのない悠だが放っておくわけにもいかず、寮生たちとのドタバタの“子育て生活”が始まる。

## 登場人物
（出典：）

### 主人公
西桐 悠（さいとう ゆう）
身長：174cm
本作品の主人公。物語の半月前に転校生として学園へやってきた。いつも眠そうで覇気がなく、暇さえあれば寝ようとする。頭の回転は速く物知り。基本的に取っつきづらい人物だが、物怖じせずに話しかける秋月や神威とは友達になった。
夜の学園へ忍び込んだ時に偶然アクセルとインゴットに出会い、その後も学園や洛水寮で何かと彼女らと関わることになる。また何故か赤ん坊の世話に慣れていたことから、寮の前に置き去りにされていた「赤さん」の面倒を主に見る羽目になってしまう。

### ヒロイン
アレクサンドラ・アン＝クリスティン・アクセリナ（アクセル）
CV：藤森ゆき奈
身長：148cm スリーサイズ：B75/W52/H76
スウェーデンから学園へ転入した留学生。ファーストネームで呼ばれるのを嫌がり、「アクセリナ」「アクセル」と呼ばれることを好む。実家は地元で代々領主をしており、お付きのインゴットには「姫さま」と呼ばれている。日本語の勉強をする際に使った資料のせいで古風な喋り方が身についてしまい、現代では使わないような単語を口走る事も。紫外線アレルギーを持ち、自分が留学できるようにと学園全体のガラスを紫外線を遮蔽するもの（かなりの高額）へ変更させている。ミルクが好物で、地元とは違う日本のミルクの味に感激している。
その正体は吸血鬼であり、タイトルの吸血鬼は彼女のこと。
ミヤケ・インゴット
CV：御苑生メイ
身長：166cm スリーサイズ：B89/W58/H86
アクセルお付きのメイド。悠やアクセルより1歳年上。アクセルの身の回りの雑事をこなすが天然な部分が強く空気が読めない。アクセルのボディガードも務めており身体能力が高い。が、燃費が非常に悪く常に空腹で、食事ではテーブルが埋まるほどの量を食べている。そのため寮の食費も馬鹿にならないが、アクセルが食費を全額持つ事になった。アクセルとは違う教材で日本語を学んでおり、カタコトで妙な区切り方をするため多少聞き取りづらい。
六覚院 このは（ろくかくいん このは）
CV：綾部結花
身長：158cm スリーサイズ：B84/W55/H82
学園理事長代理で生徒会長も務める。悠とはクラスメイトで、寮でも一緒。無邪気で天然なお嬢様。普段の成績は優秀なのだがあがり症も相まって緊張しすぎると実力が出せずに終わってしまうタイプ。気象予報士資格を取ろうとしているが、合格ラインには達しているものの前述のあがり症が原因でなかなか取れない。異性の前では緊張してしまい時折素早い拳が飛んでくる事もあるが、悠と秋月は例外。

### サブヒロイン
小林 神威 （こばやし かむい）
CV：秋野花
身長：160cm スリーサイズ：B82/W56/H83
日夜バイトに励むクラスメイト。秋月とは悪友な関係で毎日バカな話に花を咲かせている。成績は普通だが頭の回転は悪い。『たられば』の話をしても望まない答えを出したりと散々。仲間思いでよく寮に遊びに行っている。スキンシップが過剰でアクセルを「姫ちん」と呼んで抱きついたり、このはの胸を揉んだりしている。
琴乃 奈柄 （ことの なつか）
CV：鈴音華月
身長：167cm スリーサイズ：B88/W59/H85
コンラートの付き添いで学園へ転入した少女。とある事情により自宅から通学している。言葉遣いが乱暴で喧嘩っ早い。特にインゴットとはウマが合わないらしく衝突する事が多い。

### サブキャラクター
赤さん（あかさん）
CV：結衣菜
生後3〜4ヵ月の男の子。ある朝、洛水寮の玄関先へ置き去りにされていたのを保護され、寮生たちでしばらく世話することになった。既に男女の区別がついており、女には甘えるが男には嫌ってふてぶてしい態度を取る事から「赤さん」(赤ちゃん＋おっさんのことか）と呼ばれるようになる。
生嶋 秋月（いくしま しゅうげつ）
CV：河村眞人
身長：176cm
悠のクラスメイトで洛水寮の寮生。このはとは従姉妹にあたる。神威とは悪友で悠ともつるむ事が多い。頭の回転が速いお調子者で、ツッコミ役に回る事が多い。
ハンス・ウォルター・コンラート・ファイト
CV：民安ともえ
身長：148cm
アクセルが転校してきた後に留学生として訪れた少年。略称は「コンラート」。見た目は小学生のように幼いが地元では飛び級するほどの天才。洛水寮でアクセルたちと共に暮らす事になる。人当たりはいいがどこか卓越した意見を言う事がある。
石原 炎純（いしはら ほずみ）
CV：倉島丈
身長：182cm
悠たちのクラス担任の新任教師で、洛水寮の寮監も務める。社会科担当。名前に炎という字が入っている事から生徒達から「ケシズミ」と呼ばれている。また、過去数回に渡り火事を出しており住んでいた場所を全焼させているらしい。資格マニアで、危険物取り扱い資格から難関とされる気象予報士までを幅広くカバー。調理師や管理栄養士の資格まで持っていたせいで寮監を務めることになった。

## スタッフ
（出典：）
- キャラクターデザイン：桑島黎音、あおなまさお（SD）
- 企画・シナリオ：大槻涼樹
- プロデュース：宮蔵

## 主題歌
主題歌「Baby」
歌：AiRI / 作詞・作曲・編曲：折倉俊則